# 暫准判令
暫准判令（拉丁語：Decree nisi）是普通法系司法管轄區的一種法庭判令。此判令一般用於離婚程序上，並意味著法院根據所有證據，信納該宗婚姻已破裂至無可挽救。 在香港、英格蘭和威爾斯，法庭頒下暫准判令之後，須最少6個星期才可以繼續申請最終判令（拉丁語：Decree absolute）。如雙方沒有爭議便有機會獲批最終判令，但如果雙方仍有爭議（如子女撫養權未解決），法院便需先處理爭議。

## 另見
- 香港特別行政區區域法院
- 家事法庭（香港）（英语：Family Court (Hong Kong)）